# Vágar
Vágar [ˈvoːar] ook wel Vágoy [ˈvoːɔɪ] (Deens: Vågø, letterlijk: "Baaien(eiland)") is het op twee na grootste eiland van de Faeröer in de noordelijke Atlantische Oceaan na Streymoy en Eysturoy. Op het eiland bevindt zich de Luchthaven Vágar, het internationale (en tevens enige) vliegveld van het land. De plattegrond van Vágar doet sterk denken aan een hondenkop. Sørvágsfjørður vormt zijn bek en Fjallavatn zijn oog.

## Basisgegevens
- Oppervlakte: 176,38 km²
  - inclusief Tindhólmur, Gáshólmur en 60 voor de kust gelegen scheren, rotsen en eilandjes: 177,16 km²
- Inwonertal: 2890 (per februari 2005)
- Bevolkingsdichtheid: 15,7 inw./km²
- Hoogste punt: Árnafjall, 722 m
- Aantal toppen: 41
- Gemeentes: Sørvágur (met de kernen Bøur en Gásadalur), Miðvágur (met de kern Vatnsoyrar) en Sandavágur (situatie 1 januari 2005)

## Geografie
Vágar ligt ten westen van het hoofdeiland Streymoy en is sinds 2002 door middel van de ca. 4 km lange Vágatunnilin met dit eiland verbonden. De bouw van deze tunnel is het tot nu toe grootste prestigeproject uit de Faeröerse civiele bouwhistorie en bekort de reistijd tussen de Luchthaven Vágar en de hoofdstad Tórshavn aanzienlijk. Ten westen van Vágar liggen de rotseilandjes Drangarnir, Tindhólmur en Gáshólmur en het eiland Mykines, een waar vogelparadijs. Deze eilanden vormen tezamen de Sýsla Vágar, een van de zes regio's van de Faeröer.
De twee grootste meren van de Faeröer bevinden zich ook op Vágar: Sørvágsvatn en Fjallavatn. Het Fjallavatn is een van de weinige als zodanig aangewezen natuurgebieden van de Faeröer. Het Sørvágsvatn is echter zeer in trek bij recreanten en toeristen. Hier tref je namelijk zo'n beetje alle landschapsvormen van de Faeröer op korte afstand van elkaar. Het rotseilandje Trælanípa, is beroemd, want hiervan wordt gezegd dat er slaven vanaf in zee werden geduwd die niet meer tot werk in staat waren.
Het nieuwste dorp op het eiland is Vatnsoyrar, de enige plaats op de Faeröer die niet aan zee ligt. Toen de Faeröer gedurende de Tweede Wereldoorlog door een vriendelijke Britse bezettingsmacht was bezet, bevond zich hier hun grootste troepenmacht met het oog op de nabijheid van het vliegveld. Vágar was toentertijd een veiligheidszone en wie het eiland op wilde had daarvoor een vergunning nodig. Het contact tussen de inwoners en de Britse soldaten zou van hartelijke aard geweest zijn. Er ontstonden onderling vriendschappen en er kwamen zelfs huwelijken uit voort. Na de oorlog lag het vliegveld er twintig jaar ongebruikt bij, maar werd toen weer in gebruik gesteld en steeds gemoderniseerd en uitgebreid. Er maken 170.000 passagiers gebruik van het vliegveld. Deze naar Faeröerse begrippen grote aantallen vormen een aanzienlijke belasting van de lokale transportfaciliteiten. Dit was ook de voornaamste reden voor de bouw van de hierboven reeds genoemde tunnel Vágatunnilin naar het hoofdeiland Streymoy.

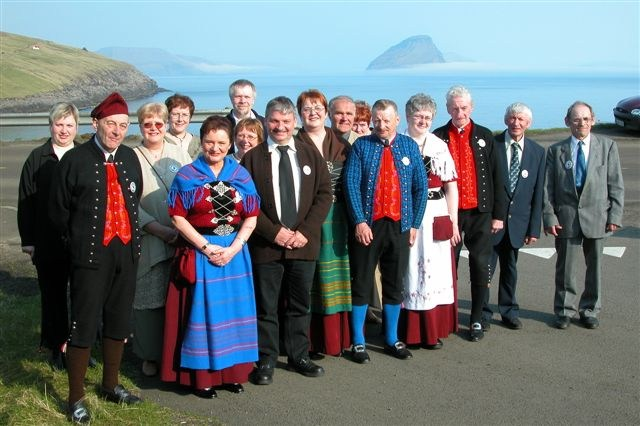
Volksdansgroep van Vágar in klederdracht

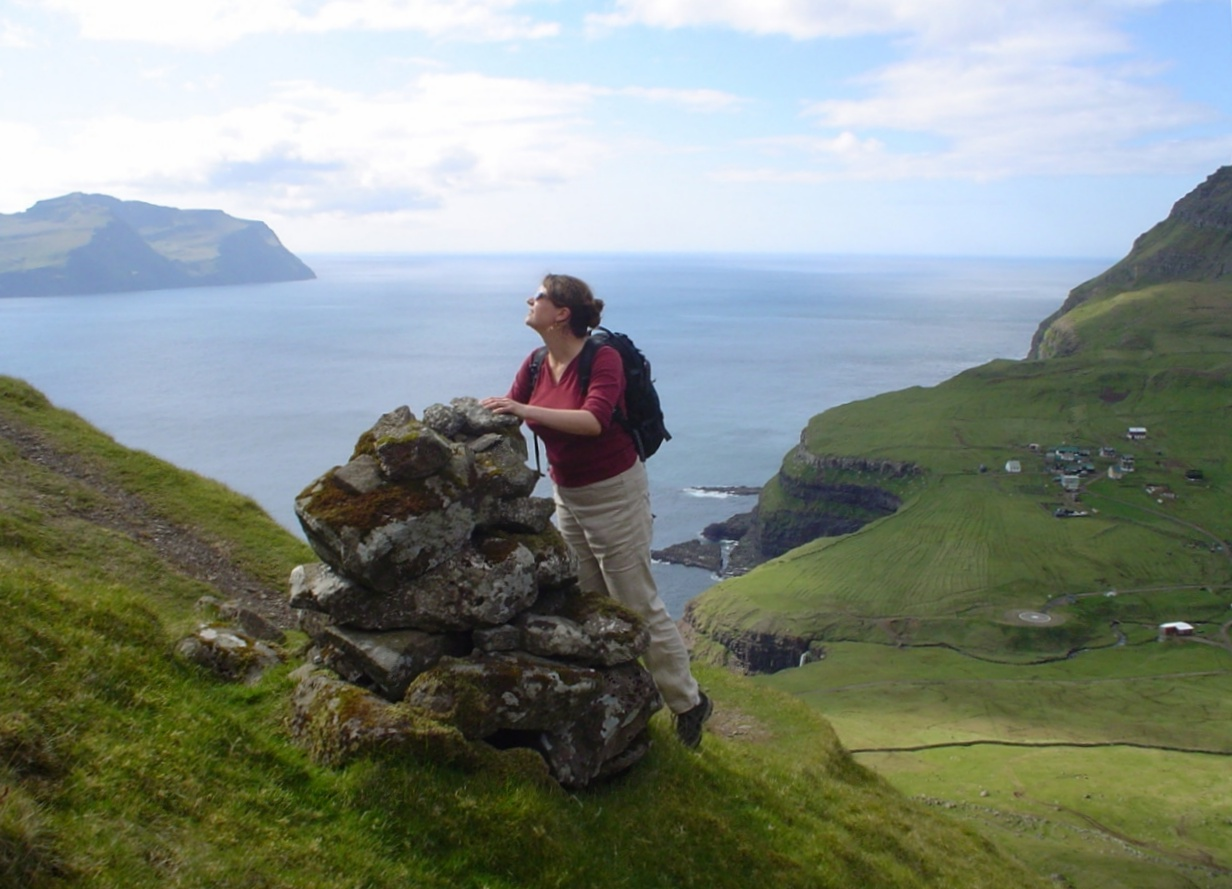
De klim naar Gásadalur op de wandelroute naar Bøur, het eiland Mykines is links te zien.

Aan de westkant van het eiland liggen de dorpen Bøur en Gásadalur. Gásadalur was tot 2004 een van de meest afgelegen dorpen van Europa. In dat jaar werd het dorp door een tunnel met de buitenwereld verbonden. De postbode, die tot die tijd meermaals per week de zware (en bij toeristen erg geliefde) wandeltocht van Bøur naar Gásadalur moest ondernemen, kreeg de eer om de eerste springlading tot ontploffing te brengen. Ook mocht hij als eerste van de tunnel gebruikmaken toen die gereed was.
Twee andere geïsoleerd gelegen dorpen op Vágar zijn echter wel verlaten: Víkar ondanks zijn goede landbouwgrond in 1910 en het landschappelijk zeer mooi gelegen Slættanes in 1964. Oude wandelpaden vormen een dicht net over het hele eiland en maken het mogelijk om de wilde natuur in het tegenwoordig onbewoonde noorden van Vágar van nabij te beleven.

## Geschiedenis en traditie
Archeologische vondsten zoals de Sandavágsstein hebben aangetoond dat Vágar al in de Vikingtijd bewoond was. Sørvágur, Miðvágur en Sandavágur kunnen derhalve op een duizendjarige geschiedenis bogen. Elke lente op 1 maart komt in Miðvágur het regionale Várting (lenteparlement) bijeen.